# Jack Egan
Frank Joseph Floyd, que va lluitar sota el nom de Jack Egan, (Filadèlfia, Pennsilvània, 27 de maig de 1878 - Drexel Hill, Pennsilvània, 15 de maig de 1950) va ser un boxejador estatunidenc de primers del segle xx.
El 1904 va prendre part en els Jocs Olímpics de Saint Louis, on guanyà dues medalles en les proves de boxa: la de plata en el pes lleuger, en perdre a la final contra Harry Spanjer; i la de bronze en el pes wèlter. Amb tot, el novembre de 1905 fou desqualificat pels jutges en descobrir-se que el seu nom real era Frank Joseph Floyd. Les normes de l'AAU deien que això era il·legal i se l'obligà a retornar tots els premis, incloses les dues medalles.